# Meghido
Meghido sau Meghidon (ebraică ‏מגידו, transliterat: Megidó) a fost un oraș antic, amplasat pe drumul comercial mai recent numit Via Maris, care lega Mesopotamia și Siria de Egipt, fiind situat la gura unei trecători către câmpia Izreel, în nordul Canaanului antic, azi Israel, în apropiere fiind kibuțul Megiddo.

## Istoric
Megiddo este considerat unul dintre principalele locuri unde s-au făcut descoperiri arheologice biblice în Orientul Apropiat. Așezarea a existat între anii 6000- 500 î.Hr. fiind populat aproape fără întrerupere timp de 5000 de ani. Ea este amintită în legătură cu mărturisirea apostolului Ioan, în Cartea Apocalipsei din Noul Testament. Edward Robinson identifică orașul biblic Megiddo ca Tell el-Mutesellim care se află lângă satul arab el-Leğğūn. Orașul, prin poziția lui strategică, controla principalele drumuri comerciale antice din Orientul Apropiat.
Nu demult, pe teritoriul acestei localități arheologii au descoperit probabil ruinele celei mai vechi biserici creștine din lume, datată din perioada romană.
Se spune despre Meghido ca a fost teatrul a multor bătălii celebre:
- Cea mai faimoasă victorie a faraonului Tutmes al III-lea s-a soldat cu ocuparea orașului Megiddo, în nordul Canaanului, în anul 1478 î.Hr. și a fost prima bătălie din istorie pentru care există o descriere completă.
- Bătălia de la Meghido (609 î.Hr.) între Egipt și Regatul lui Iuda, în care regele Iosia a căzut.
- Bătălia de la Meghido (1918): în timpul primului război mondial, batalia s-a purtat între trupele aliate, conduse de generalul Edmund Allenby și armata otomană.
- Napoleon aprecia: „Nu există câmp de luptă mai bun decât ăsta”.

Potrivit interpretărilor Apocalipsei lui Ioan,acolo va avea loc ultima și cea mai sângeroasă bătălie din istoria umanității (Armaghedon), dintre „forțele binelui” conduse de Hristos și „forțele răului” conduse de Antihrist.
Mulți asociază Meghido cu conflictele dintre Israel și statele din lumea musulmană, ca grupările palestiniene, Liban și Siria.

## Galerie

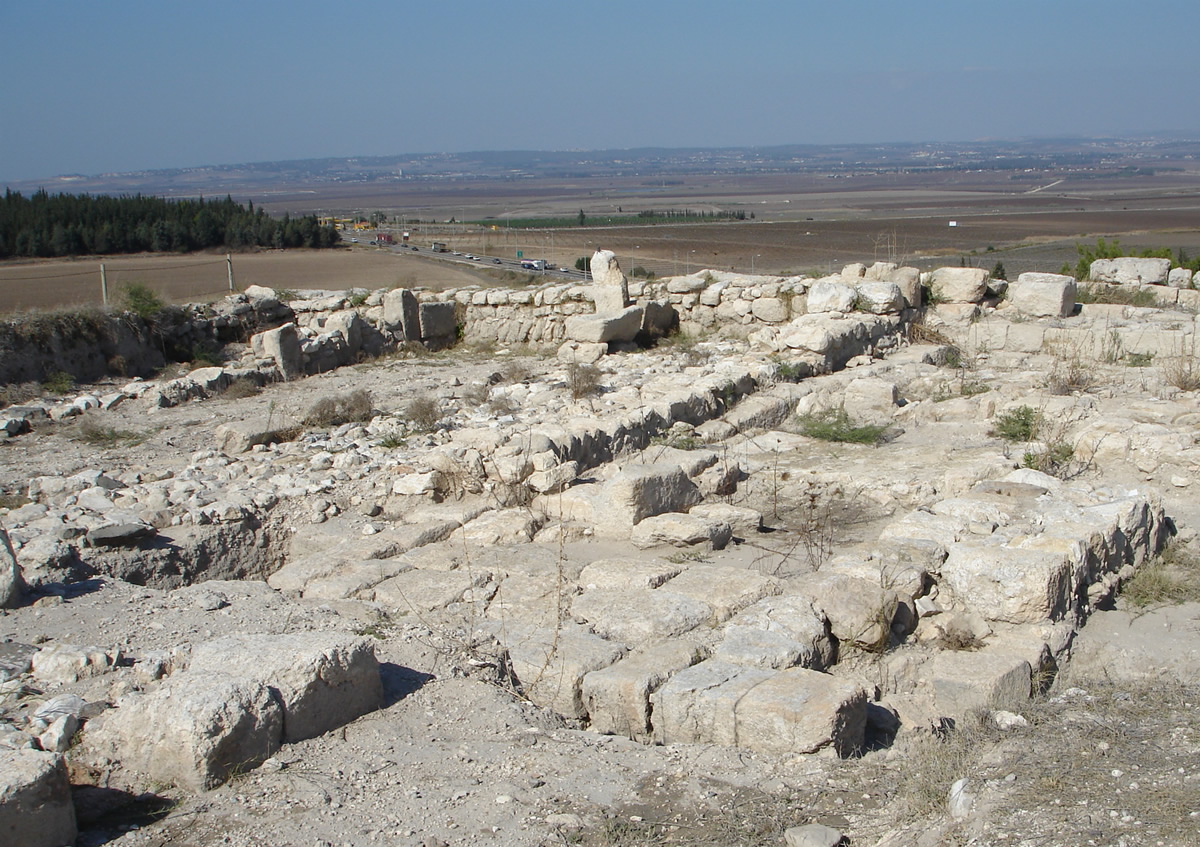
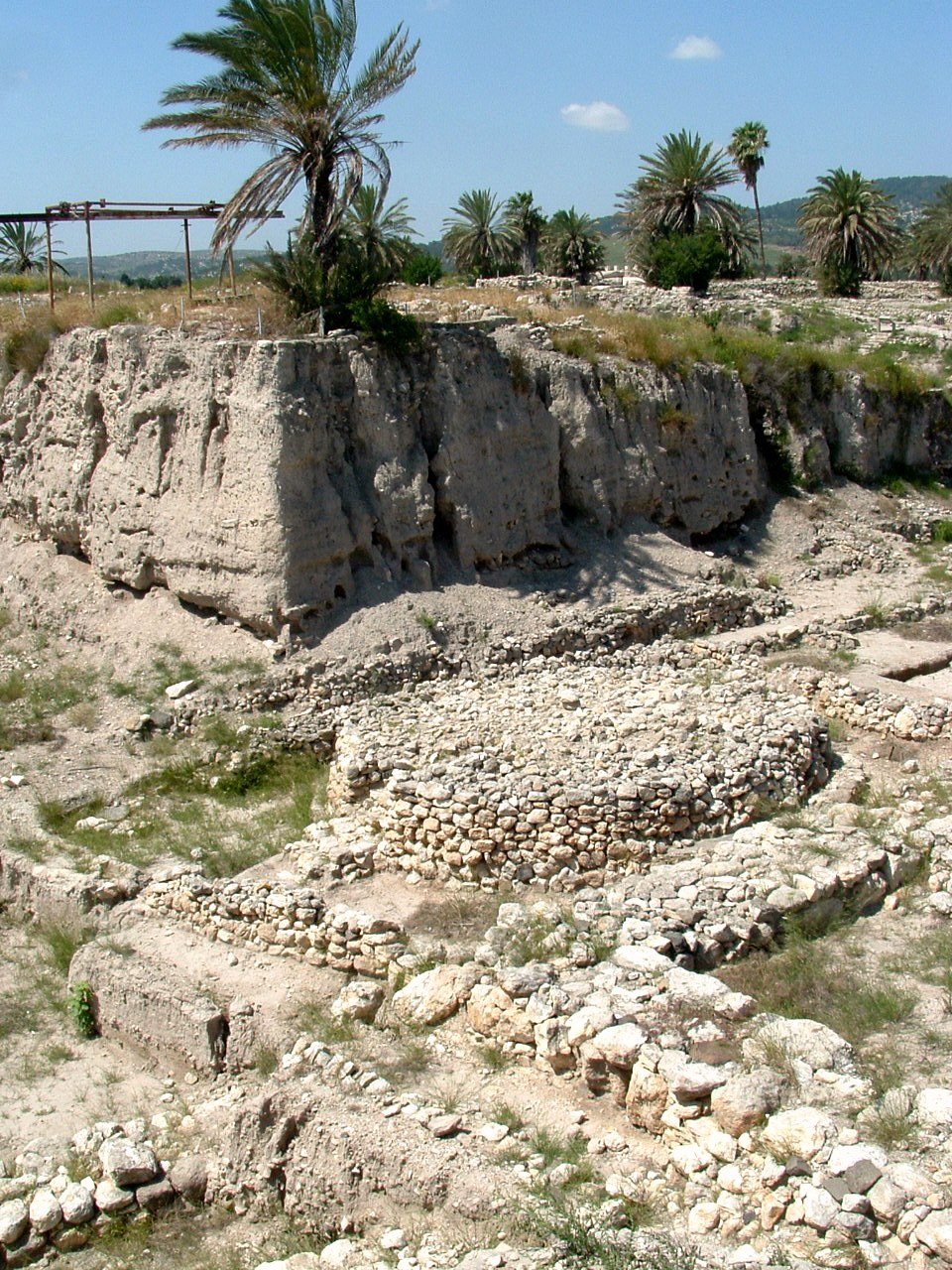
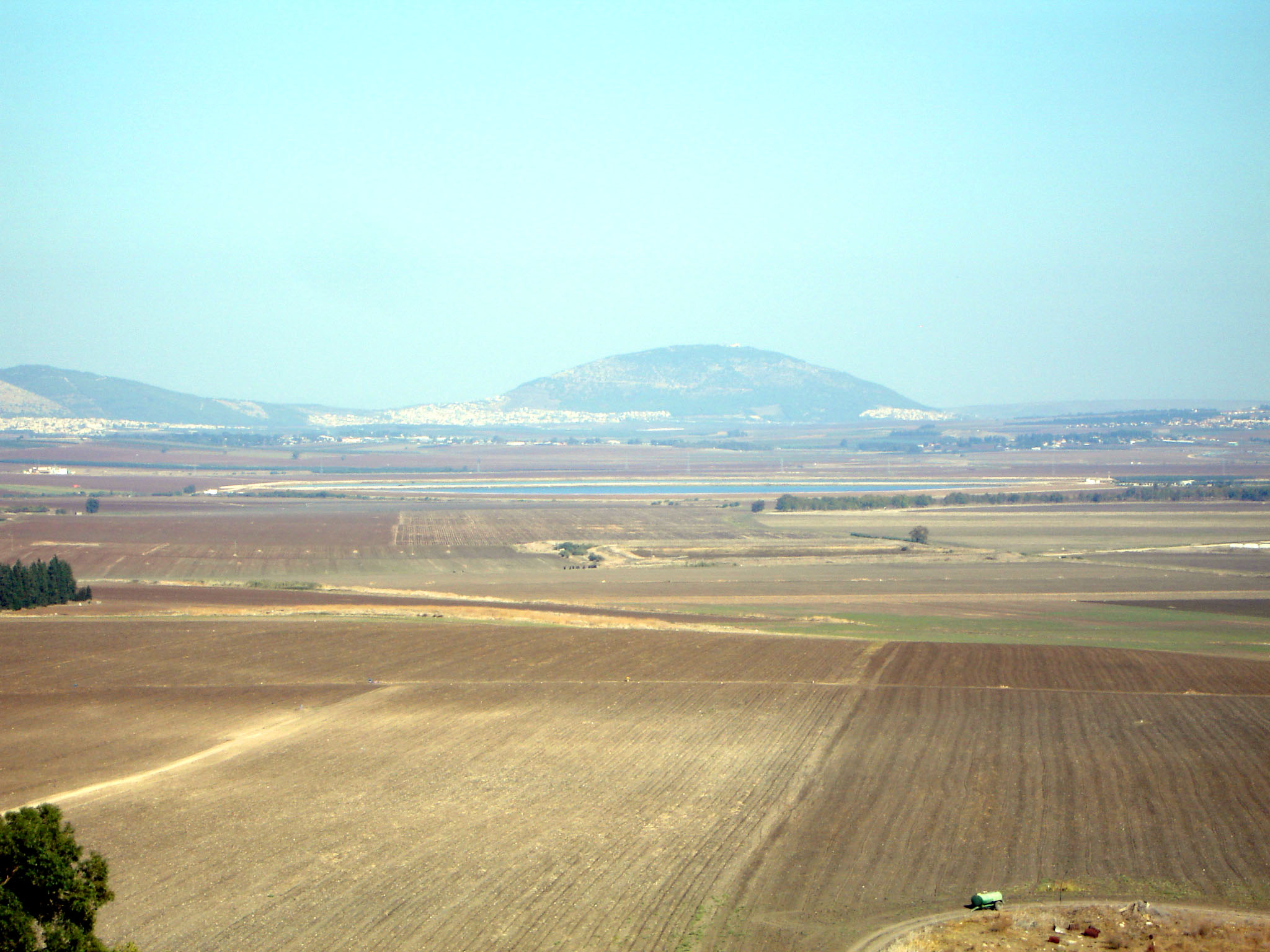
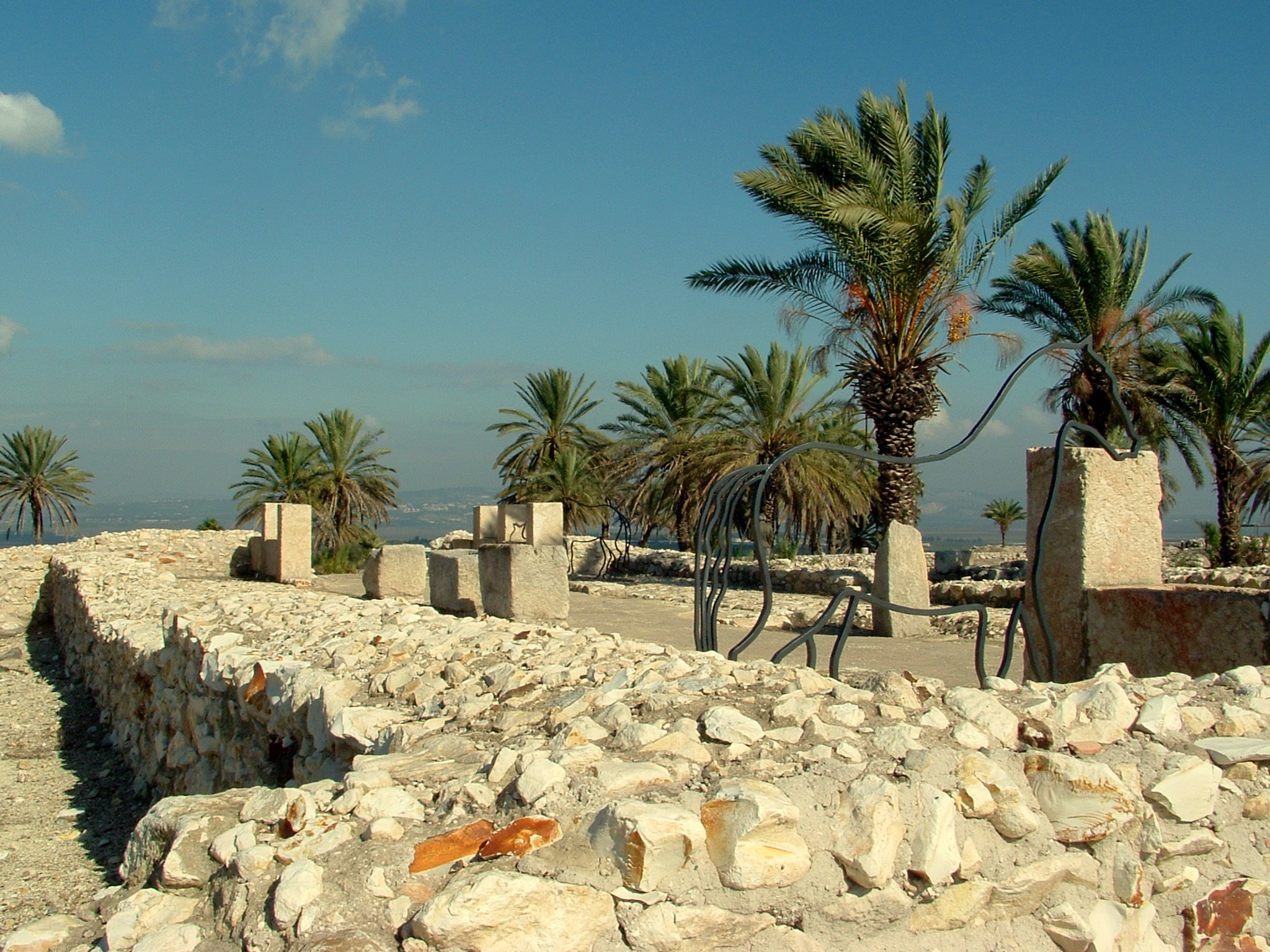